# Dokter Goffaertskliniek

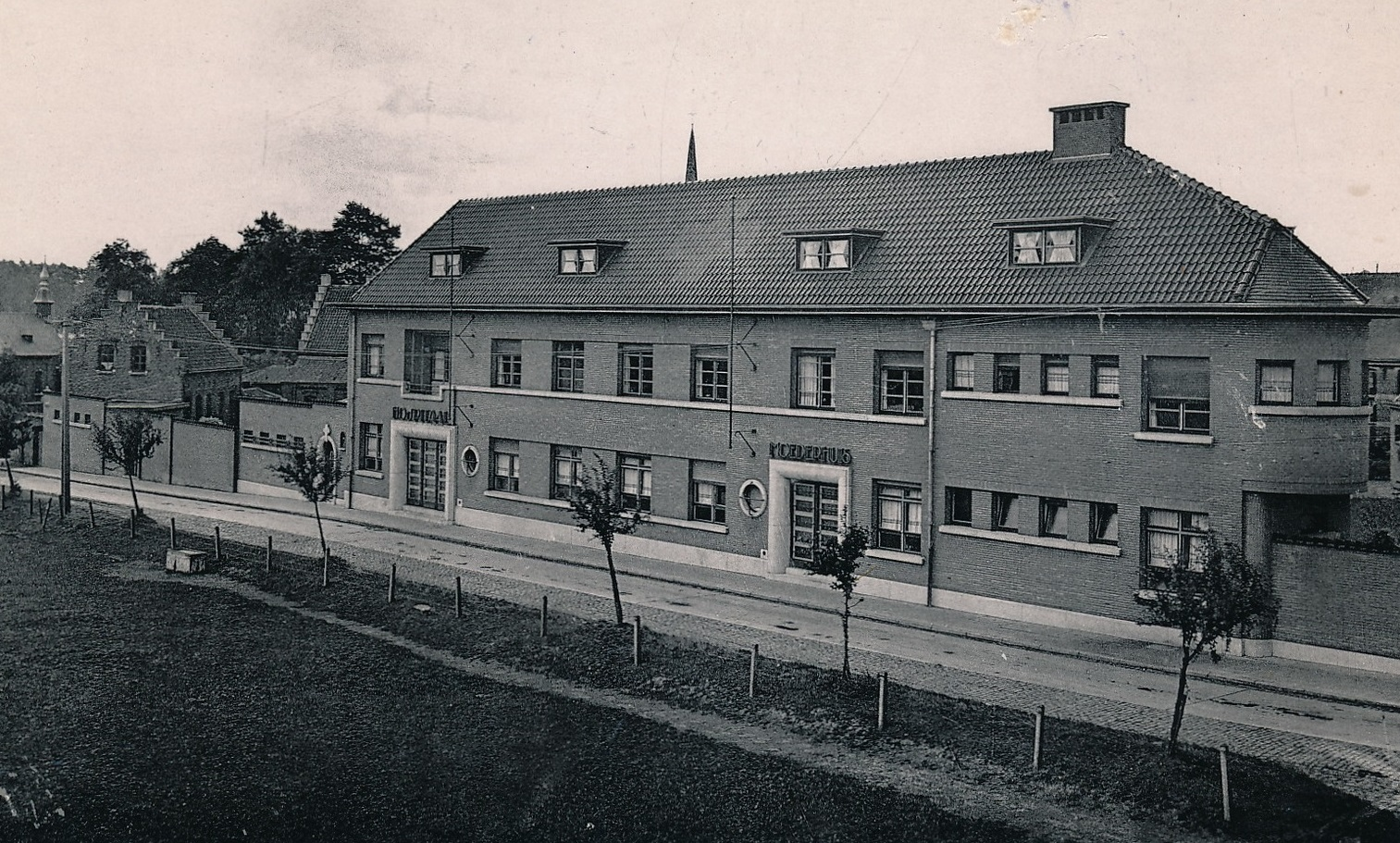
Dokter Goffaertskliniek (Hospitaal en Moederhuis)

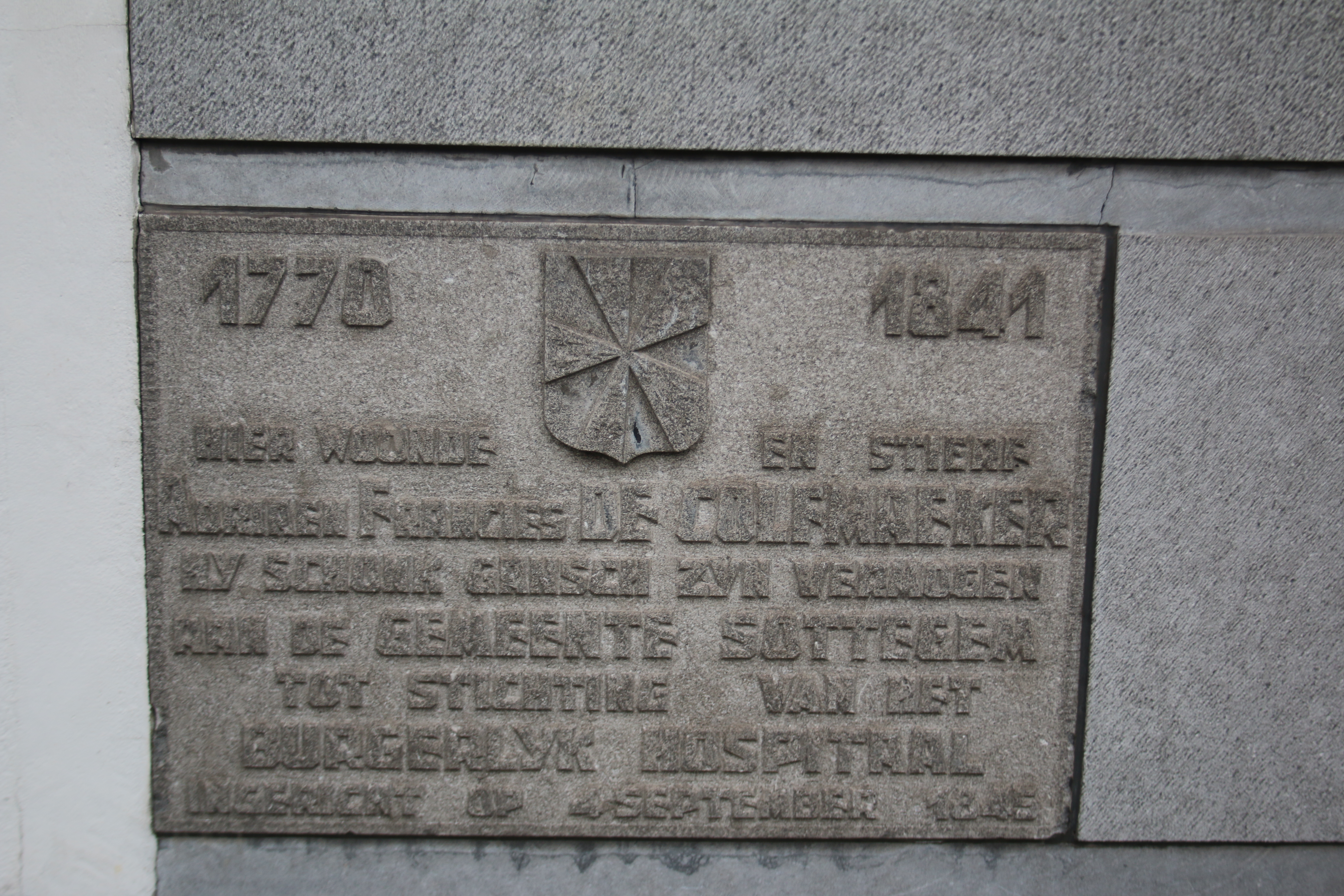
Herdenkingsplaquette, A. De Colfmaeker, eerste burgerziekenhuis Heldenlaan

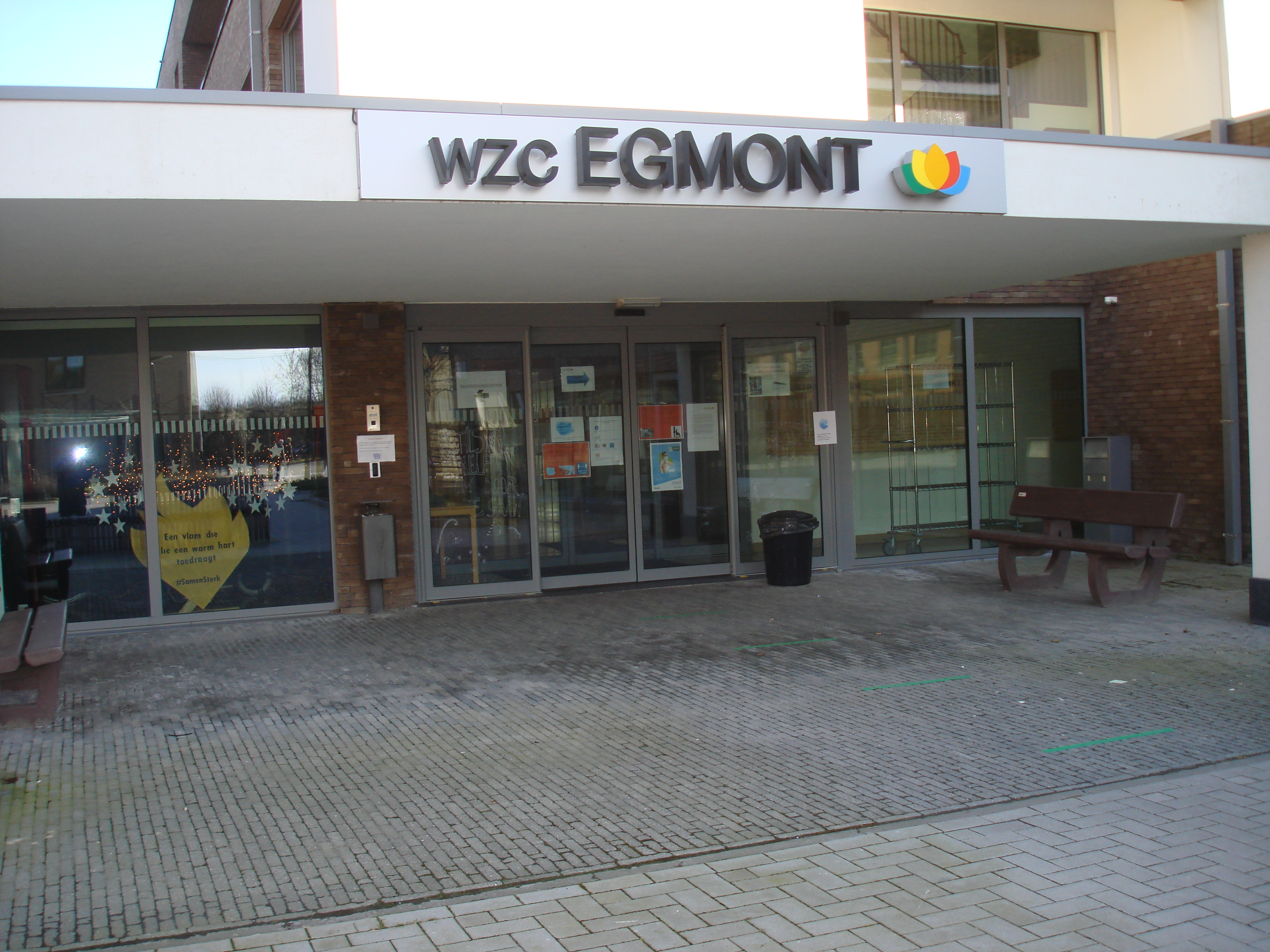
WZC Egmont

De Dokter Goffaertskliniek is een voormalig ziekenhuis aan de Deinsbekestraat in het Belgische Zottegem. Het ziekenhuis bestond tussen 1847 en 1987 en werd nadien omgevormd tot OCMW-campus Egmont.

## Voorgeschiedenis
Adrianus-Franciscus De Colfmaeker (1770-1841) was een rijke boer die bij testament alle goederen naliet aan de gemeente Zottegem. De Colfmaeker liet zijn boerderij na met 48 hectare grond, met als uitdrukkelijke opdracht in zijn huis aan de Heldenlaan een hospitaal op te richten (van daer een hospitael te stichten hetwelk ik verlange geplaetst te worden in het huys en dipendentien bij mij bewoond en gebruykt). Op 4 september 1845 werd het burgerlijk hospitaal geopend in huis De Colfmaeker aan de Heldenlaan, maar het ziekenhuis werd al snel te klein.

## Hospitaal aan de Deinsbekestraat
Op 7 september 1847 werd het hospitaal daarom overgebracht naar het buitengoed van de familie Le Cocq, vroeger eigendom van baron de Meerbeck de Meyleghem, aan de Deinsbekestraat (vlak bij de Onze-Lieve-Vrouw van Deinsbekekapel). Dat domein was een jaar eerder gekocht door de gemeente Zottegem voor 21 000 frank. De dagelijkse werking van het hospitaal werd toevertrouwd aan religieuzen (zusters dominicanessen). Tussen 1872 en 1875 werden twee grote ziekenzalen gebouwd, en ook een kapel en een gasthuis voor ouderlingen. De boerderij werd aangepast in 1895. In 1900 werd een noordoostvleugel opgetrokken. Vanaf 1925 werd het Bestuur der Burgerlijke Godshuizen gereorganiseerd tot de Commissie van Openbare Onderstand (C.O.O.) (en vanaf 1976) het OCMW. In 1931 werd een kraamafdeling opgericht; van 1938 tot 1940 werd een nieuw kraamhuis gebouwd en de Arthur Gevaertlaan aangelegd. Tijdens de Tweede Wereldoorlog werd de genees- en heelkundige afdeling heringericht. In 1955 werd de Dokter Goffaertskliniek ingehuldigd, genoemd naar dokter André Goffaerts. De Dokter Goffaertskliniek sloot de deuren op 31 december 1987.

## WZC Egmont en Welzijnscampus
Op 7 mei 1960 werd het Rusthuis Ter Deinsbeke gesticht aan de Deinsbekestraat. Na de sluiting van de Dokter Goffaertskliniek werd de site geleidelijk omgevormd tot OCMW-welzijnscampus met woonzorgcentrum WZC Egmont (geopend in 2016) en Lokaal Dienstencentrum LDC Egmont. Beide werden vernoemd naar Lamoraal van Egmont. In 2024 startte de verdere verbouwing van het Sociaal Huis tot welzijnscampus, met ruimte voor de sociale dienst, het Huis van het Kind, speel-o-theek, ruilwinkel, vzw Lichtpunt, Ommekaar en in de kapel buitenschoolse opvang (ZIBO).